# Edifici al passeig Ferran i baixada Trinitat (Lleida)
L'Edifici al passeig Ferran i baixada Trinitat és una obra eclèctica de Lleida protegida com a Bé Cultural d'Interès Local.

## Descripció
Edifici d'habitatges en cantonera, de planta baixa i quatre pisos. Façana plana amb ritme de balconades decreixents, tancades pel ràfec de l'edifici que segueix l'alçada i alineació de la Rambla. Murs de càrrega amb coberta plana i a dues aigües, obra de totxo arrebossada amb balconades de forja.